# Sarah Kaufman
Sarah Kaufman, (Victória, 20 de setembro de 1985) é uma lutadora de MMA canadense. Luta pela organização Invicta FC na categoria peso-galo, onde é a atual campeã. Foi campeã em 2010 pelo Strikeforce vencendo Takayo Hashi.
É atualmente uma das melhores lutadoras do mundo peso-por-peso.

## Biografia
Sarah é graduada na Escola Secundária Claremont e cursou dois anos a Universidade de Victoria, com o objetivo de se tornar uma cirurgiã cardiovascular.
Foi uma bailarina desde os dois anos de idade, onde se juntou a uma companhia de dança praticando desde balé até jazz e hip-hop. Quando tinha 17 anos, uma escola de MMA foi aberta por Adam Zugec no prédio onde sua companhia de dança ensaiava. Ela entrou na escola para uma aula de kickboxing. Gostou e rapidamente começou a ter aulas oferecidas por Zugec.
Em uma entrevista em 15 de fevereiro de 2010 para o programa de rádio MMA Junkie, Sarah revelou que obteve uma faixa roxa em Jiu-jitsu brasileiro.

## Carreira
Sarah estreou como lutadora profissional em 2006. Até 2008 lutou apenas no Canadá. Em 2007, venceu seu primeiro título, o "Hardcore Championship Fighting" na categoria peso-galo vencendo por nocaute técnico no segundo round. Defendeu uma vez o título ao derrotar em 2008 sua adversária por nocaute técnico também no segundo round.
Em maio de 2009 ela estréia no Strikeforce vencendo Miesha Tate. Kaufman ganhou a luta por decisão unânime, foi a primeira vez que uma luta sua foi para a decisão.
Ela lutou novamente cinco semanas mais tarde em junho de 2009 e mais uma vez venceu por decisão unânime. A luta foi a primeira entre as mulheres no Strikeforce a possuir três rounds de cinco minutos cada, anteriormente os rounds duravam três minutos.
Kaufman enfrentaria a japonesa Takayo Hashi pelo título do Strikeforce primeiramente em 20 de novembro de 2009, mas a luta foi adiada em um primeiro instante para janeiro de 2010, adiada novamente, realizou-se em 26 de fevereiro de 2010. Kaufman ganhou a luta por decisão unânime sagrando-se campeã.
Sarah defendeu seu título contra Roxanne Modafferi em 23 de julho de 2010. Ela ganhou a luta por nocaute no terceiro round.
Kaufman enfrentou Marloes Coenen em 9 de outubro de 2010 para tentar sua segunda defesa do título, porém foi derrotada por Coenen no terceiro round por finalização. Foi a primeira derrota na carreira de Kaufman no MMA.
Em abril de 2011, Sarah volta a lutar no Canadá depois de três anos e pela primeira vez em sua cidade natal. Ela venceu por nocaute técnico no terceiro round no evento principal.
Em julho de 2011, Sarah voltou ao Strikeforce, onde derrotou Liz Carmouche por decisão unânime em Las Vegas, Nevada.

### Ultimate Fighting Championship
Kaufman foi selecionada para fazer sua estreia na promoção contra Jessica Eye no UFC 166 em outubro de 2013. Eye venceu a luta por decisão dividida, porém falhou no exame anti-doping e o resultado foi alterado para No Contest.
Kaufman enfrentou Leslie Smith no UFC Fight Night: Bisping vs. Kennedy em uma revanche ao Invicta FC 5. Ela saiu vencedora mais uma vez derrotando Smith por decisão unânime.
Kaufman enfrentou Alexis Davis em 25 de Abril de 2015 no UFC 186 e foi derrotada por finalização no segundo round. Ela então enfrentaria Germaine de Randamie em 19 de Dezembro de 2015 no UFC on Fox: dos Anjos vs. Cerrone II. No entanto uma lesão tirou de Randamie da luta e Kaufman então enfrentou a estreante na organização Valentina Schevchenko e foi derrotada por decisão dividida.

## Cartel no MMA
| Cartel no MMA   |             |            |
| 28 lutas        | 22 vitórias | 5 derrotas |
| Por nocaute     | 11          | 0          |
| Por finalização | 2           | 3          |
| Por decisão     | 9           | 2          |
| No contest      | 1           | 1          |

| Res.    | Cartel   | Oponente             | Método                               | Evento                                           | Data       | Round | Tempo | Local                       | Notas                                                                                 |
| ------- | -------- | -------------------- | ------------------------------------ | ------------------------------------------------ | ---------- | ----- | ----- | --------------------------- | ------------------------------------------------------------------------------------- |
| Vitoria | 22-5 (1) | Jessy Miele          | Nocaute técnicos (socos)             | BTC 13: Power                                    | 20/11/2021 | 1     | 3:56  | St. Catharines, Ontário     | Estreia nos Penas.                                                                    |
| Derrota | 21-5 (1) | Larissa Pacheco      | Decisão (unânime)                    | PFL 7                                            | 11/10/2019 | 3     | 5:00  | Las Vegas, Nevada           | Semifinal do Torneio dos Leves do PFL.                                                |
| Vitoria | 21-4 (1) | Morgan Frier         | Finalização (triângulo de braço)     | PFL 1                                            | 09/05/2019 | 1     | 2:22  | Uniondale, New York         | Estreia no PFL; Estreia nos Leves; Quartas de Final do Torneio dos Leves do PFL 2019. |
| Vitoria | 20-4 (1) | Katharina Lehner     | Finalização (mata leão)              | Invicta FC 29: Kaufman vs. Lehner                | 04/05/2018 | 3     | 4:30  | Kansas City, Missouri       | Ganhou o Cinturão Peso Galo do Invicta FC.                                            |
| Vitoris | 19-4 (1) | Pannie Kianzad       | Decisão (unânime)                    | Invicta FC 27: Kaufman vs. Kianzad               | 13/01/2018 | 3     | 5:00  | Kansas City, Missouri       | Retorno ao Invicta FC.                                                                |
| Vitoria | 18-4 (1) | Jessica-Rose Clark   | Decisão (unânime)                    | Battlefield FC: Coréia                           | 18/03/2017 | 3     | 5:00  | Seul, Coreia do Sul         |                                                                                       |
| Derrota | 17-4 (1) | Valentina Shevchenko | Decisão (dividida)                   | UFC on Fox: dos Anjos vs. Cerrone II             | 19/12/2015 | 3     | 5:00  | Orlando, Florida            |                                                                                       |
| Derrota | 17-3 (1) | Alexis Davis         | Finalização (chave de braço)         | UFC 186: Johnson vs. Horiguchi                   | 25/04/2015 | 2     | 1:52  | Montreal, Quebec            |                                                                                       |
| Vitória | 17-2 (1) | Leslie Smith         | Decisão (unânime)                    | UFC Fight Night: Bisping vs. Kennedy             | 16/04/2014 | 3     | 5:00  | Quebec City, Quebec         |                                                                                       |
| NC      | 16-2 (1) | Jessica Eye          | NC (mudado pela TSAC)                | UFC 166: Velasquez vs. dos Santos III            | 19/10/2013 | 3     | 5:00  | Houston, Texas              | Estreia no UFC; Havia perdido por decisão; mudado pela TSAC.                          |
| Vitória | 16-2     | Leslie Smith         | Decisão (dividida)                   | Invicta FC 5                                     | 05/04/2013 | 3     | 5:00  | Kansas City, Kansas         | Estréia no Invicta FC; Luta da Noite.                                                 |
| Derrota | 15-2     | Ronda Rousey         | Finalização (chave de braço)         | Strikeforce: Rousey vs. Kaufman                  | 18/08/2012 | 1     | 0:54  | San Diego, California       | Pelo Cinturão Peso Galo Feminino do Strikeforce.                                      |
| Vitória | 15-1     | Alexis Davis         | Decisão (majoritária)                | Strikeforce: Tate vs. Rousey                     | 03/03/2012 | 3     | 5:00  | Columbus, Ohio              |                                                                                       |
| Vitória | 14-1     | Liz Carmouche        | Decisão (unânime)                    | Strikeforce Challengers: Voelker vs. Bowling III | 22/07/2011 | 3     | 5:00  | Las Vegas, Nevada           | Volta ao Strikeforce.                                                                 |
| Vitória | 13-1     | Megumi Yabushita     | Nocaute Técnico (socos)              | AFC 5: Judgment Day                              | 02/04/2011 | 3     | 3:34  | Victoria, British Columbia  |                                                                                       |
| Derrota | 12-1     | Marloes Coenen       | Finalização (chave de braço)         | Strikeforce: Diaz vs. Noons II                   | 09/10/2010 | 3     | 1:59  | San Jose, California        | Perdeu o Cinturão Peso Galo Feminino do Strikeforce.                                  |
| Vitória | 12-0     | Roxanne Modafferi    | Nocaute (slam)                       | Strikeforce Challengers: del Rosario vs. Mahe    | 23/07/2010 | 3     | 4:45  | Everett, Washington         | Defendeu o Cinturão Peso Galo Feminino do Strikeforce.                                |
| Vitória | 11-0     | Takayo Hashi         | Decisão (unânime)                    | Strikeforce Challengers: Kaufman vs. Hashi       | 26/02/2010 | 5     | 5:00  | San Jose, California        | Ganhou o Cinturão Peso Galo Feminino do Strikeforce.                                  |
| Vitória | 10-0     | Shayna Baszler       | Decisão (unânime)                    | Strikeforce Challengers: Villasenor vs. Cyborg   | 19/06/2009 | 3     | 5:00  | Kent, Washington            |                                                                                       |
| Vitória | 9-0      | Miesha Tate          | Decisão (unânime)                    | Strikeforce Challengers: Evangelista vs. Aina    | 15/05/2009 | 3     | 3:00  | Fresno, California          | Estreia no Strikeforce.                                                               |
| Vitória | 8-0      | Sarah Schneider      | Nocaute Técnico (socos)              | PFC: Best of Both Worlds 2                       | 23/04/2009 | 2     | 1:43  | Lemoore, California         |                                                                                       |
| Vitória | 7-0      | Molly Helsel         | Nocaute Técnico (socos)              | HCF: Crow's Nest                                 | 29/03/2008 | 2     | 2:44  | Gatineau, Quebec            | Defendeu o Título Peso Galo Feminino do HCF.                                          |
| Vitória | 6-0      | Ginele Marquez       | Nocaute Técnico (socos)              | HCF: Title Wave                                  | 19/10/2007 | 2     | 3:22  | Calgary, Alberta            | Ganhou o Título Peso Galo Feminino do HCF.                                            |
| Vitória | 5-0      | Valérie Létourneau   | Nocaute Técnico (socos)              | TKO 29: Repercussion                             | 01/06/2007 | 2     | 1:36  | Montreal, Quebec            |                                                                                       |
| Vitória | 4-0      | Alexis Davis         | Nocaute Técnico (socos)              | UWC 7: Anarchy                                   | 07/04/2007 | 3     | N/A   | Winnipeg, Manitoba          |                                                                                       |
| Vitória | 3–0      | Misty Shearer        | Nocaute Técnico (interrupção médica) | KOTC: Amplified                                  | 26/11/2006 | 2     | 5:00  | Edmonton, Alberta           |                                                                                       |
| Vitória | 2-0      | Sarah Draht          | Nocaute Técnico (socos)              | KOTC: Insurrection                               | 06/10/2006 | 1     | 0:17  | Vernon, Colúmbia Britânica  |                                                                                       |
| Vitória | 1-0      | Liz Posener          | Nocaute (socos)                      | North American Challenge 23                      | 03/06/2006 | 3     | 1:03  | Vancouver, British Columbia |                                                                                       |

## Títulos
- Hardcore Championship Fighting (2007) (Uma defesa)
- Strikeforce (2010) (Uma defesa)